# Circle Album Chart

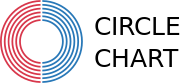

Circle Album Chart, trước đây là Gaon Album Chart, là một bảng xếp hạng âm nhạc toàn quốc dành cho các album, album phòng thu, mini album và album đĩa đơn tại Hàn Quốc do Hiệp hội ngành công nghiệp âm nhạc Hàn Quốc quản lý. Bắt đầu hoạt động từ đầu năm 2010, Circle Album Chart bao gồm các bảng xếp hạng album trong nước, bảng xếp hạng album quốc tế và bảng xếp hạng album tổng hợp được thống kê theo từng tuần, từng tháng và từng năm. Circle Album Chart tổng hợp số liệu được cung cấp bởi các nhà phân phối âm nhạc trực tuyến bao gồm Bugs, Olleh Music, Melon, Genie, Cyworld, Monkey3, Daum Music, Naver Music, Mnet và Soribada.

## Album bán chạy nhất theo năm
| #  | Album                               | Nghệ sĩ           | Hãng đĩa            | Tổng doanh số | Loại hình       |
| -- | ----------------------------------- | ----------------- | ------------------- | ------------- | --------------- |
| 1  | Bonamana                            | Super Junior      | SM Entertainment    | 200.193       | Album phòng thu |
| 2  | Oh!                                 | Girls' Generation | SM Entertainment    | 197.934       | Album phòng thu |
| 3  | Hoot                                | Girls' Generation | SM Entertainment    | 163.066       | Mini-album      |
| 4  | Run Devil Run                       | Girls' Generation | SM Entertainment    | 136.851       | Tái bản         |
| 5  | GD & TOP                            | G-Dragon & T.O.P  | YG Entertainment    | 130.000       | Album phòng thu |
| 6  | Lucifer                             | SHINee            | SM Entertainment    | 124.961       | Album phòng thu |
| 7  | To Anyone                           | 2NE1              | YG Entertainment    | 122.845       | Album phòng thu |
| 8  | The Beginning                       | JYJ               | C-JeS Entertainment | 99.903        | Album phòng thu |
| 9  | Bonamana (Repackaged)               | Super Junior      | SM Entertainment    | 99.355        | Tái bản         |
| 10 | The Beginning (New Limited Edition) | JYJ               | C-JeS Entertainment | 98.311        | Album phòng thu |

| #  | Album               | Nghệ sĩ           | Hãng đĩa            | Tổng doanh số | Loại hình       |
| -- | ------------------- | ----------------- | ------------------- | ------------- | --------------- |
| 1  | The Boys            | Girls' Generation | SM Entertainment    | 385.348       | Album phòng thu |
| 2  | Mr. Simple          | Super Junior      | SM Entertainment    | 343.348       | Album phòng thu |
| 3  | Keep Your Head Down | TVXQ              | SM Entertainment    | 263.412       | Album phòng thu |
| 4  | In Heaven           | JYJ               | C-JeS Entertainment | 220.442       | Album phòng thu |
| 5  | Fiction and Fact    | Beast             | Cube Entertainment  | 142.272       | Album phòng thu |
| 6  | Tonight             | BIGBANG           | YG Entertainment    | 136.594       | Mini-album      |
| 7  | A-CHa               | Super Junior      | SM Entertainment    | 129.894       | Tái bản         |
| 8  | First Step          | CNBLUE            | FNC Music           | 115.467       | Album phòng thu |
| 9  | Break Down          | Kim Hyun Joong    | KeyEast             | 114.642       | Mini-album      |
| 10 | Lucky               | Kim Hyun Joong    | KeyEast             | 101.705       | Mini-album      |

| #  | Album                         | Nghệ sĩ               | Hãng đĩa              | Tổng doanh số | Loại hình       |
| -- | ----------------------------- | --------------------- | --------------------- | ------------- | --------------- |
| 1  | Sexy, Free & Single           | Super Junior          | SM Entertainment      | 356.431       | Album phòng thu |
| 2  | Alive                         | BIGBANG               | YG Entertainment      | 266.848       | Mini-album      |
| 3  | Catch Me                      | TVXQ                  | SM Entertainment      | 256.447       | Album phòng thu |
| 4  | One of a Kind                 | G-Dragon              | YG Entertainment      | 204.326       | Mini-album      |
| 5  | Sherlock                      | SHINee                | SM Entertainment      | 181.415       | Mini-album      |
| 6  | Still Alive (Special Edition) | BIGBANG               | YG Entertainment      | 148.030       | Mini-album      |
| 7  | MAMA                          | EXO-K                 | SM Entertainment      | 145.925       | Mini-album      |
| 8  | Twinkle                       | Girls' Generation-TTS | SM Entertainment      | 144.222       | Mini-album      |
| 9  | Midnight Sun                  | Beast                 | Cube Entertainment    | 144.175       | Mini-album      |
| 10 | Infinitize                    | INFINITE              | Woollim Entertainment | 140.277       | Mini-album      |

| #  | Album                                        | Nghệ sĩ           | Hãng đĩa         | Tổng doanh số | Loại hình       |
| -- | -------------------------------------------- | ----------------- | ---------------- | ------------- | --------------- |
| 1  | Growl (phiên bản tiếng Hàn)                  | EXO               | SM Entertainment | 335.823       | Tái bản         |
| 2  | I Got a Boy                                  | Girls' Generation | SM Entertainment | 293.302       | Album phòng thu |
| 3  | XOXO (phiên bản tiếng Hàn)                   | EXO               | SM Entertainment | 269.597       | Album phòng thu |
| 4  | Miracles in December (phiên bản tiếng Hàn)   | EXO               | SM Entertainment | 262.825       | Mini-album      |
| 5  | Hello                                        | Cho Yong-pil      | Pil Records      | 250.046       | Album phòng thu |
| 6  | XOXO (phiên bản tiếng Trung)                 | EXO               | SM Entertainment | 200.870       | Album phòng thu |
| 7  | Growl (phiên bản tiếng Trung)                | EXO               | SM Entertainment | 200.183       | Tái bản         |
| 8  | Coup d'Etat                                  | G-Dragon          | YG Entertainment | 195.603       | Album phòng thu |
| 9  | Dream Girl – The Misconceptions of You       | SHINee            | SM Entertainment | 185.357       | Album phòng thu |
| 10 | Miracles in December (phiên bản tiếng Trung) | EXO               | SM Entertainment | 171.546       | Mini-album      |

| #  | Album                            | Nghệ sĩ           | Hãng đĩa              | Tổng doanh số | Loại hình       |
| -- | -------------------------------- | ----------------- | --------------------- | ------------- | --------------- |
| 1  | Overdose (phiên bản tiếng Hàn)   | EXO-K             | SM Entertainment      | 385.047       | Mini-album      |
| 2  | Overdose (phiên bản tiếng Trung) | EXO-M             | SM Entertainment      | 272.718       | Mini-album      |
| 3  | Mamacita                         | Super Junior      | SM Entertainment      | 265.781       | Album phòng thu |
| 4  | Tense                            | TVXQ              | SM Entertainment      | 196.971       | Album phòng thu |
| 5  | Mr.Mr.                           | Girls' Generation | SM Entertainment      | 163.209       | Mini-album      |
| 6  | Just Us                          | JYJ               | C-JeS Entertainment   | 154.804       | Album phòng thu |
| 7  | Season 2                         | INFINITE          | Woollim Entertainment | 152.479       | Album phòng thu |
| 8  | This Is Love (Special Edition)   | Super Junior      | SM Entertainment      | 143.515       | Tái bản         |
| 9  | Good Luck                        | Beast             | Cube Entertainment    | 134.449       | Mini-album      |
| 10 | Who Am I                         | B1A4              | WM Entertainment      | 126.561       | Album phòng thu |

| #  | Album                                     | Nghệ sĩ      | Hãng đĩa              | Tổng doanh số | Loại hình       |
| -- | ----------------------------------------- | ------------ | --------------------- | ------------- | --------------- |
| 1  | Exodus (phiên bản tiếng Hàn)              | EXO          | SM Entertainment      | 478.856       | Album phòng thu |
| 2  | Sing For You (phiên bản tiếng Hàn)        | EXO          | SM Entertainment      | 318.698       | Mini-album      |
| 3  | Love Me Right (phiên bản tiếng Hàn)       | EXO          | SM Entertainment      | 299.623       | Tái bản         |
| 4  | Exodus (phiên bản tiếng Trung)            | EXO          | SM Entertainment      | 281.320       | Album phòng thu |
| 5  | The Most Beautiful Moment In Life, Part 2 | BTS          | Big Hit Entertainment | 274.135       | Mini-album      |
| 6  | The Most Beautiful Moment In Life, Part 1 | BTS          | Big Hit Entertainment | 203.664       | Mini-album      |
| 7  | Sing For You (phiên bản tiếng Trung)      | EXO          | SM Entertainment      | 176.239       | Mini-album      |
| 8  | Odd                                       | SHINee       | SM Entertainment      | 172.999       | Album phòng thu |
| 9  | Devil                                     | Super Junior | SM Entertainment      | 167.742       | Album đặc biệt  |
| 10 | Rise as God                               | TVXQ         | SM Entertainment      | 151.625       | Album đặc biệt  |

| #  | Album                                            | Nghệ sĩ   | Hãng đĩa              | Tổng doanh số | Loại hình         |
| -- | ------------------------------------------------ | --------- | --------------------- | ------------- | ----------------- |
| 1  | Wings                                            | BTS       | Big Hit Entertainment | 681,924       | Album phòng thu   |
| 2  | Ex'Act (phiên bản tiếng Hàn)                     | EXO       | SM Entertainment      | 541,129       | Album phòng thu   |
| 3  | The Most Beautiful Moment In Life: Young Forever | BTS       | Big Hit Entertainment | 351,162       | Compilation album |
| 4  | EX'Act (phiên bản tiếng Trung)                   | EXO       | SM Entertainment      | 252,805       | Album phòng thu   |
| 5  | LOTTO (phiên bản tiếng Hàn)                      | EXO       | SM Entertainment      | 230,486       | Repackage         |
| 6  | Love & Letter                                    | Seventeen | Pledis Entertainment  | 192,030       | Album phòng thu   |
| 7  | Flight Log: Departure                            | GOT7      | JYP Entertainment     | 174,623       | Mini-album        |
| 8  | 1 of 1                                           | SHINee    | SM Entertainment      | 172,278       | Album phòng thu   |
| 9  | Twicecoaster: Lane 1                             | Twice     | JYP Entertainment     | 166,810       | EP                |
| 10 | Flight Log: Departure                            | GOT7      | JYP Entertainment     | 165,363       | EP                |

## Kỷ lục
| Số album | Nghệ sĩ               | Album                                             | Năm phát hành |
| -------- | --------------------- | ------------------------------------------------- | ------------- |
| 12       | EXO                   | XOXO (phiên bản tiếng Hàn)                        | 2013          |
| 12       | EXO                   | XOXO (phiên bản tiếng Trung)                      | 2013          |
| 12       | EXO                   | XOXO (Repackage Edition) (phiên bản tiếng Hàn)    | 2013          |
| 12       | EXO                   | XOXO (Repackage Edition) (phiên bản tiếng Trung)  | 2013          |
| 12       | EXO                   | Miracles in December (phiên bản tiếng Hàn)        | 2013          |
| 12       | EXO                   | Miracles in December (phiên bản tiếng Trung)      | 2013          |
| 12       | EXO                   | Exodus (phiên bản tiếng Hàn)                      | 2015          |
| 12       | EXO                   | Exodus (phiên bản tiếng Trung)                    | 2015          |
| 12       | EXO                   | Love Me Right (phiên bản tiếng Hàn)               | 2015          |
| 12       | EXO                   | Love Me Right (phiên bản tiếng Trung)             | 2015          |
| 12       | EXO                   | Sing For You (phiên bản tiếng Hàn)                | 2015          |
| 12       | EXO                   | Sing For You (phiên bản tiếng Trung)              | 2015          |
| 8        | Super Junior          | Bonamana                                          | 2010          |
| 8        | Super Junior          | Bonamana (Repackaged)                             | 2010          |
| 8        | Super Junior          | Mr. Simple                                        | 2011          |
| 8        | Super Junior          | A-CHa (Mr. Simple Repackaged)                     | 2011          |
| 8        | Super Junior          | Sexy, Free & Single                               | 2012          |
| 8        | Super Junior          | Mamacita                                          | 2014          |
| 8        | Super Junior          | This Is Love                                      | 2014          |
| 8        | Super Junior          | Devil                                             | 2015          |
| 6        | Girls' Generation     | Oh!                                               | 2010          |
| 6        | Girls' Generation     | Hoot                                              | 2010          |
| 6        | Girls' Generation     | Run Devil Run (Oh! Repackaged)                    | 2010          |
| 6        | Girls' Generation     | The Boys                                          | 2011          |
| 6        | Girls' Generation     | I Got a Boy                                       | 2013          |
| 6        | Girls' Generation     | Mr.Mr.                                            | 2014          |
| 4        | TVXQ                  | Keep Your Head Down                               | 2011          |
| 4        | TVXQ                  | Catch Me                                          | 2012          |
| 4        | TVXQ                  | Tense                                             | 2014          |
| 4        | TVXQ                  | Rise as God                                       | 2015          |
| 4        | JYJ                   | The Beginning                                     | 2010          |
| 4        | JYJ                   | The Beginning (New Limited Edition)               | 2010          |
| 4        | JYJ                   | In Heaven                                         | 2011          |
| 4        | JYJ                   | Just Us                                           | 2014          |
| 4        | SHINee                | Lucifer                                           | 2010          |
| 4        | SHINee                | Sherlock                                          | 2012          |
| 4        | SHINee                | Chapter 1. Dream Girl – The Misconceptions of You | 2013          |
| 4        | SHINee                | Odd                                               | 2015          |
| 3        | Big Bang              | Tonight                                           | 2011          |
| 3        | Big Bang              | Alive                                             | 2012          |
| 3        | Big Bang              | Still Alive                                       | 2012          |
| 3        | Beast                 | Fiction and Fact                                  | 2011          |
| 3        | Beast                 | Midnight Sun                                      | 2012          |
| 3        | Beast                 | Good Luck                                         | 2014          |
| 2        | Kim Hyun Joong        | Break Down                                        | 2011          |
| 2        | Kim Hyun Joong        | Lucky                                             | 2011          |
| 2        | G-Dragon              | One of a Kind                                     | 2012          |
| 2        | G-Dragon              | Coup D'Etat                                       | 2013          |
| 2        | EXO K                 | MAMA                                              | 2012          |
| 2        | EXO K                 | Overdose                                          | 2014          |
| 2        | INFINITE              | Infinitize                                        | 2012          |
| 2        | INFINITE              | Season 2                                          | 2014          |
| 2        | BTS                   | The Most Beautiful Moment In Life, Part 1         | 2015          |
| 2        | BTS                   | The Most Beautiful Moment In Life, Part 2         | 2015          |
| 1        | G-Dragon & T.O.P      | GD & TOP                                          | 2010          |
| 1        | 2NE1                  | To Anyone                                         | 2010          |
| 1        | CN Blue               | First Step                                        | 2011          |
| 1        | Girls' Generation-TTS | Twinkle                                           | 2012          |
| 1        | Cho Yong-pil          | Hello                                             | 2013          |
| 1        | EXO M                 | Overdose                                          | 2014          |
| 1        | B1A4                  | Who Am I                                          | 2014          |

| Thứ hạng     | 1   | 2                 | 3            | 4    | 5                | 6     | 7           | 8   | 9              | 10                                    |
| ------------ | --- | ----------------- | ------------ | ---- | ---------------- | ----- | ----------- | --- | -------------- | ------------------------------------- |
| Nghệ sĩ      | EXO | Girls' Generation | Super Junior | TVXQ | Big Bang, SHINee | BEAST | 2PM, CNBLUE | BTS | INFINITE, VIXX | F.T. Island, KARA, JYJ, Kim Jae-joong |
| Tổng số tuần | 24  | 19                | 16           | 13   | 12               | 10    | 9           | 8   | 7              | 6                                     |

| Thứ hạng      | 1   | 2                 | 3            | 4      | 5    | 6        | 7             |
| ------------- | --- | ----------------- | ------------ | ------ | ---- | -------- | ------------- |
| Nghệ sĩ       | EXO | Girls' Generation | Super Junior | SHINee | TVXQ | Big Bang | INFINITE, JYJ |
| Tổng số tháng | 11  | 9                 | 7            | 6      | 5    | 4        | 3             |

| Tổng số tuần | Nghệ sĩ           | Album                                            | Năm phát hành |
| ------------ | ----------------- | ------------------------------------------------ | ------------- |
| 4 tuần       | EXO               | EXODUS (phiên bản tiếng Hàn)                     | 2015          |
| 3 tuần       | Girls' Generation | Oh!                                              | 2010          |
| 3 tuần       | SS501             | Destination                                      | 2010          |
| 3 tuần       | Nhiều nghệ sĩ     | Sungkyunkwan Scandal OST                         | 2010          |
| 3 tuần       | Girls' Generation | The Boys                                         | 2011          |
| 3 tuần       | Super Junior      | Sexy, Free & Single                              | 2012          |
| 3 tuần       | TVXQ              | Catch Me                                         | 2012          |
| 3 tuần       | EXO               | EX'ACT (Korean Version)                          | 2016          |
| 2 tuần       | 2PM               | 01:59PM                                          | 2010          |
| 2 tuần       | CNBLUE            | Bluetory                                         | 2010          |
| 2 tuần       | Super Junior      | Bonamana                                         | 2010          |
| 2 tuần       | SHINee            | Lucifer                                          | 2010          |
| 2 tuần       | BoA               | Hurricane Venus                                  | 2010          |
| 2 tuần       | Girls' Generation | Hoot                                             | 2010          |
| 2 tuần       | TVXQ              | Keep Your Head Down                              | 2011          |
| 2 tuần       | CNBLUE            | First Step                                       | 2011          |
| 2 tuần       | Big Bang          | Tonight (Special Edition)                        | 2011          |
| 2 tuần       | Super Junior      | Mr. Simple                                       | 2011          |
| 2 tuần       | Big Bang          | Alive                                            | 2012          |
| 2 tuần       | Beast             | Midnight Sun                                     | 2012          |
| 2 tuần       | TVXQ              | Humanoids                                        | 2012          |
| 2 tuần       | Girls' Generation | I Got a Boy                                      | 2013          |
| 2 tuần       | CNBLUE            | Re:Blue                                          | 2013          |
| 2 tuần       | INFINITE          | New Challenge                                    | 2013          |
| 2 tuần       | 2PM               | Grown                                            | 2013          |
| 2 tuần       | EXO               | XOXO (Repackage Edition) (phiên bản tiếng Hàn)   | 2013          |
| 2 tuần       | Seungri           | Let's Talk About Love                            | 2013          |
| 2 tuần       | SHINee            | Everybody                                        | 2013          |
| 2 tuần       | Jaejoong          | WWW                                              | 2013          |
| 2 tuần       | EXO               | Miracles in December (phiên bản tiếng Hàn)       | 2013          |
| 2 tuần       | Girls' Generation | Mr.Mr.                                           | 2014          |
| 2 tuần       | JYJ               | Just Us                                          | 2014          |
| 2 tuần       | Lee Taemin        | Ace                                              | 2014          |
| 2 tuần       | Super Junior      | Mamacita                                         | 2014          |
| 2 tuần       | Super Junior      | This Is Love                                     | 2014          |
| 2 tuần       | SHINee            | Odd                                              | 2015          |
| 2 tuần       | EXO               | Love Me Right (phiên bản tiếng Hàn)              | 2015          |
| 2 tuần       | Girls' Generation | Lion Heart                                       | 2015          |
| 2 tuần       | B.A.P             | Matrix                                           | 2015          |
| 2 tuần       | EXO               | Sing for You                                     | 2015          |
| 2 tuần       | BTS               | The Most Beautiful Moment In Life, Part 1        | 2015-2016     |
| 2 tuần       | BTS               | The Most Beautiful Moment In Life, Part 2        | 2015-2016     |
| 2 tuần       | Kim Jae-joong     | NO.X                                             | 2016          |
| 2 tuần       | Taemin            | Press It                                         | 2016          |
| 2 tuần       | BTS               | The Most Beautiful Moment in Life: Young Forever | 2016          |

| Nghệ sĩ           | Album    | Tổng số tháng | Năm phát hành |
| ----------------- | -------- | ------------- | ------------- |
| Girls' Generation | The Boys | 3             | 2011          |
| Girls' Generation | Oh!      | 2             | 2010          |
| EXO               | Exodus   | 2             | 2015          |